# Taxodiaceae
Die Einteilung der Lebewesen in Systematiken ist kontinuierlicher Gegenstand der Forschung. So existieren neben- und nacheinander verschiedene systematische Klassifikationen. 
Das hier behandelte Taxon ist durch neue Forschungen obsolet geworden oder ist aus anderen Gründen nicht Teil der in der deutschsprachigen Wikipedia dargestellten Systematik.
Taxodiaceae bezeichnet eine nach heutigem Forschungsstand nicht mehr aktuelle Pflanzenfamilie, die sich aus den folgenden 10 Gattungen der Koniferen zusammensetzte:
- Athrotaxis
- Cryptomeria
- Cunninghamia
- †Cunninghamites
- Glyptostrobus
- Metasequoia
- Sciadopitys
- Sequoia
- Sequoiadendron
- Taiwania
- Taxodium

Mit Ausnahme von Sciadopitys, die nach genetischen Kriterien einer eigenen Familie Sciadopityaceae angehört, werden diese Gattungen der Familie Cupressaceae zugerechnet.
Die Gattungen der ehemaligen Familie Taxodiaceae werden nun in folgenden Unterfamilien innerhalb der Cupressaceae einsortiert:
- Athrotaxidoideae Quinn: Athrotaxis
- Cunninghamioideae (Sieb. & Zucc.) Quinn: Cunninghamia
- Sequoioideae (Luerss.) Quinn: Sequoia, Sequoiadendron, Metasequoia
- Taiwanioideae (Hayata) Quinn: Taiwania
- Taxodioideae Endl. ex K.Koch: Taxodium, Glyptostrobus, Cryptomeria

## Fossilien

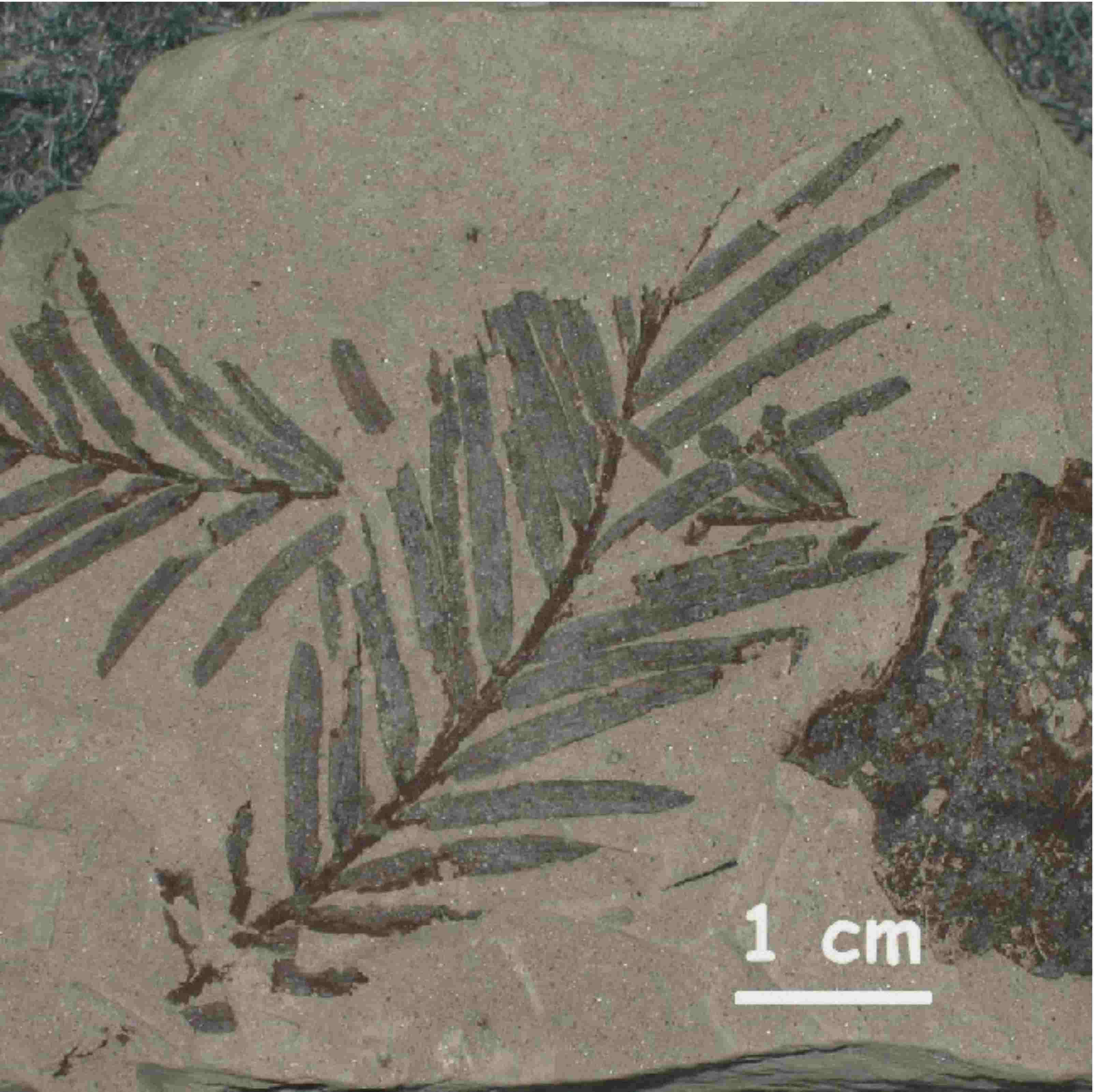
Fossiler Zweig von Taxodium dubium, 8 Mill. Jahre alt aus dem Tagebau Hambach

Fossilien von der Gruppe zugeordneten Taxa sind u. a. aus dem Tertiär bekannt.